# M.P. Pedersen
M. P. Pedersen, Martin Peter Pedersen (1887-1979), var én af de dygtige radiopionerer i radioens barndom i Danmark. Han fik arbejde hos Valdemar Poulsens firma, ”Det kontinentale Syndikat” straks efter at han var blevet uddannet som ingeniør i 1912. Firmaet var kendt som producent af buegeneratoren, der blev kaldt "Poulsenbuen". Snart efter fik han plads hos det engelske ”Universal Radio Syndicate”, hvor han traf en anden dansker, Otto Skovmand.

## Virksomheden M.P. Pedersen historisk
I 1914 skabte de deres eget firma, Skovmand & Pedersen, som først og fremmest skulle fremstille radiorør, efter Lee De Forests type, der blev kaldt "Audion".
Otto Skovmand døde allerede i 1919, og Pedersen ændrede virksomhedsnavnet til M.P. Pedersen. Det var ulovligt at fremstille og forhandle radioudstyr, da staten havde monopol på alle slags sendere og modtagere, så for at skjule firmaets aktivitet, kaldte han det en cigaretfabrik. Kundekredsen var ikke så stor dengang, men han kom ret hurtigt i gang med at fabrikere og servicere radiomodtagere og radiosendere. Fra engang i 1920'erne producerede M.P. Pedersen desuden radiorør, som blev kaldt "M.P.".
Firmaet eksisterede helt op i 1970'erne, hvor det til sidst havde specialiseret sig i skibsradioer/sendere.
Udstyr som radioamatører senere gjorde brug af.